# Celama maculifera
Celama maculifera är en fjärilsart som beskrevs av Turner 1944. Celama maculifera ingår i släktet Celama och familjen trågspinnare. Inga underarter finns listade i Catalogue of Life.